# Hubert van Herreweghen
Hubert van Herreweghen est un poète belge d'expression néerlandaise né à Pamel le 16 février 1920 et mort le 4 novembre 2016 à Dilbeek.
Il a écrit dans quelques revues littéraires, Dietsche Warande en Belfort notamment, a produit des émissions culturelles pour la BRT et a publié plusieurs anthologies poétiques en collaboration avec Willy Spillebeen.

## Distinctions
L'Académie royale flamande de langue et de littérature a décerné en 1955 à Hubert van Herreweghen le prix Arthur Merghelynck pour la poésie.
En 2003, il a été décoré de l'Ordre du Lion flamand.